# Pinhal Interno Sud
Il Pinhal Interno Sud è una subregione statistica del Portogallo, parte della regione Centro, che comprende parte del distretto di Castelo Branco e del distretto di Santarém. Confina a nord col Pinhal Interno Nord e la Cova da Beira, ad est con la Beira Interna Sud, a sud con l'Alto Alentejo e ad ovest con il Medio Tago.

## Suddivisioni
Comprende 5 comuni:
- Mação
- Oleiros
- Proença-a-Nova
- Sertã
- Vila de Rei